# Grigori Grabovoï
Grigori Petrovitch Grabovoï (russe : Григо́рий Петро́вич Грабово́й ; né le 14 novembre 1963 dans la région de Chymkent au Kazakhstan) est le fondateur et chef de la secte russe Обучение всеобщему спасению и гармоничному развитию (Enseignement du salut universel et du développement harmonieux),. Il a prétendu être la seconde venue de Jésus-Christ, pouvoir ressusciter les morts, se téléporter, guérir le sida et le cancer à tout moment, diagnostiquer et résoudre à distance les problèmes des appareils électroniques, être clairvoyant et pouvoir changer la réalité.
En 2006, il est arrêté, et, en 2008, condamné à onze ans de prison, après avoir promis aux mères des victimes du siège de l'école de Beslan en 2004 qu'il pourrait ressusciter leurs enfants. Un tribunal réduit sa peine à huit ans en 2009 et il est libéré début 2010, après 4 ans de détention. Il vit maintenant en Serbie, d'où il fait la promotion de son projet pseudoscientifique Universe Hacking Codes, qui a acquis une popularité particulière en raison de la pandémie de COVID-19 (même si sa popularité était déjà très présente auparavant, et des dizaines de ses ouvrages ou autres auteurs parlant de ces codes se vendent dans toutes les librairies) principalement via le réseau social TikTok.

## Biographie
Grigori Grabovoï est né le 14 novembre 1963 dans le village de Kirovo, dans la région de Chymkent au Kazakhstan, dans une famille d'origine ukrainienne. En 1986, il est diplômé de la Faculté de mathématiques appliquées et de mécanique de l'université polytechnique d'État de Tachkent, avec une spécialisation en mécanique.

### Activités en Ouzbékistan
En décembre 1991, l'Administration de l'aviation civile ouzbèke (UzUGA) a signé un accord avec la société ouzbek-américaine Askon, en vertu duquel le ministère a payé les services de Grabovoï pour « développer des méthodes d'analyse heuristique, de diagnostic et de prédiction des défaillances de l'aviation ». En juillet 1992, l'UzUGA a conclu un nouvel accord pour le développement par Grabovoï de « méthodes non conventionnelles d'analyse technique, de diagnostic et de prédiction des défaillances de l'aviation ».
En janvier 1993, l'UzUGA a parrainé Grabovoï pour « une étude de l'effet des équipements électroniques aéronautiques sur les pilotes en vol afin d'accroître la sécurité ». En juin 1994, la compagnie aérienne nationale Oʻzbekiston Havo Yoʻllari (Uzbekistan Airways) a conclu un accord à long terme dans lequel Grabovoï effectuerait « des travaux sur le diagnostic non sensoriel des aéronefs utilisés pour les vols par le président de la république d'Ouzbékistan et les membres du Gouvernement ».
En janvier 1996, Grabovoï a conclu un dernier contrat en Ouzbékistan pour « gérer les employés de l'entreprise grâce à un travail psychologique sans contact ».

### Rencontre avec Baba Vanga
Grabovoï dit avoir rencontré en octobre 1995 la « clairvoyante » bulgare Baba Vanga dans le village de Rupite, en Bulgarie et Valentina Genkova, la rédactrice en chef de la télévision nationale bulgare, aurait fait office de traductrice. Selon elle, les questions liées aux risques nucléaires et écologiques pour la planète, à la prolongation de la vie humaine, à la possibilité de ne pas mourir et à l'unification des religions ont été abordées lors de la réunion. Vanga aurait exprimé que « Grigori Petrovitch, qui a des qualités phénoménales, doit nécessairement continuer à travailler avec les gens et élargir les domaines d'application de ses capacités. Il devrait travailler en Russie, d'où il diffusera ses connaissances et son art dans tous les pays du monde ».
Lyudmila Kim (une guérisseuse traditionnelle de Moscou) a déclaré dans une interview au journal Komsomolskaya Pravda le 13 octobre 2005, qu'elle était présente à une rencontre entre Grabovoï et Vanga. Selon Kim, les opinions de Vanga sur les capacités de Grabovoï étaient très critiques et Grabovoï a été expulsé de la réunion. Le 7 avril 2006, Komsomolskaya Pravda a écrit à propos d'une visite d'un « jeune médium de Russie » en Bulgarie en 1995 au cours de laquelle la célèbre voyante Vanga a imposé un test à Grabovoï, mais elle n'était pas satisfaite du « guérisseur » autoproclamé et a littéralement chassé Grabovoï, comme l'ont raconté de nombreux journaux bulgares. En juillet 2006, le rédacteur en chef et journaliste letton/russe Andrei Levkin a déclaré au journal Vzglyad qu'un documentaire sur la chaîne de télévision centrale montrait le tournage de la rencontre de Vanga et Grabovoï, qui s'est terminée par une réaction très émotionnelle de Vanga et l'expulsion de Grabovoï.
La journaliste bulgare Valentina Genkova a ensuite protesté contre l'utilisation illégale à la télévision russe de son matériel protégé par le droit d'auteur, le tournage d'une rencontre entre Vanga et Grabovoï. Genkova a déclaré que la signification de la conversation de Vanga avec Grabovoï était complètement déformée dans le fragment du matériel filmé qui a été utilisé.

### Activités en Russie
En 1995, Grabovoï a déménagé en Russie où il aurait été assisté par Gueorgy Rogozine, chef adjoint du service de sécurité du président de la fédération de Russie. La même année Grabovoï enregistre l'organisme sans but lucratif Фонд Григория Грабового - внедрение и распространение Учения Григория Грабового "О спасении и гармоничном развитии", en français Fondation Grigory Grabovoï - la mise en œuvre et la diffusion des enseignements de Grigory Grabovoï « Le salut et le développement harmonieux »), connue plus tard sous le nom de Fondation DRUGG. Jusqu'en 2006, elle avait des succursales régionales dans plus de 50 régions de Russie.
En 1999, Grabovoï a donné des conférences au « Centre d'éducation et de formation des spécialistes des technologies modernes pour la prévention et l'élimination des situations d'urgence de l'Agence du ministère russe des situations d'urgence - Surveillance et prévision des situations d'urgence ». Le ministère des situations d'urgence a également confirmé que Grabovoï les avait contactés en 2001 pour une coopération plus poussée.
En 2000, il a présenté le programme « Grigori Grabovoï, la formule de la santé » à la chaîne de télévision russe TV-6. La même année, le journal « Variant Management - Forecast » a été fondé dans le cadre de la Fondation DRUGG. Il a duré 10 numéros et a pris fin en 2005.
En 2001, E.P. Krougliakov, de l'Académie russe des sciences naturelles (RANS), a publié un rapport au symposium « Science, Pseudoscience et Phénomènes Paranormaux », qui mentionne également le « module de cristal » développé par Grabovoï. Selon Grabovoï, ce module, comme l'explique Krugliakov, réduirait de moitié la force d'une explosion nucléaire et pourrait être utilisé dans les centrales nucléaires pour se protéger contre les catastrophes,. Dans un rapport de 2003 du Présidium de l'Académie des sciences de Russie sur la pseudoscience, Krugliakov a vivement critiqué les activités de Grabovoï.
En 2002, le Fonds cinématographique du ministère russe de la Culture a financé le film La mission de Grigori Grabovoï. La même année, Grabovoï a exercé les fonctions de vice-président de l'Union financière russe, un fonds destiné à soutenir les programmes de l'État.
En 2004, Grabovoï est devenu membre de l'Académie publique pour la sécurité, la défense et l'application de la loi. Il a ensuite été expulsé après que des questions eurent été posées sur ses références.

## Les enseignements de Grabovoï
Grabovoï revendique la capacité d'abolir la mort, de ressusciter les morts, de guérir le cancer et le sida, de se téléporter, de localiser et de résoudre à distance les problèmes mécaniques et électroniques des avions, des stations spatiales, des centrales électriques atomiques et de toute autre construction technique.
Le 5 juin 2004, Grabovoï a tenu une conférence de presse au cours de laquelle il s'est déclaré être la seconde venue de Jésus-Christ,.
La doctrine de Grabovoï s'appelle « Sur le salut et le développement harmonieux » et le but de cette doctrine est « le salut et la rédemption universels pour chaque personne, assurant le développement harmonieux créatif éternel ». Son objectif principal est de « prévenir une catastrophe mondiale et la possibilité de trouver des solutions aux tâches personnelles et à la résurrection générale ».
Selon la conclusion d'un examen médico-légal socio-psychologique complet effectué dans le cadre d'une procédure pénale, les enseignements de Grabovoï étaient définis comme suit : « La doctrine de Grigory Grabovoï est un ensemble de méthodes spéciales pour influencer la psyché humaine et le comportement humain, et s'adresse aux personnes qui éprouvent une détresse mentale aiguë en raison de la mort d'êtres chers, des patients souffrant de maladie grave et de stress, ou d'une vulnérabilité mentale accrue en raison de difficultés situations de la vie... Les méthodes qui composent ce système d'influence comprennent : les propositions directes et indirectes ; conversion (distorsion de but méthodique) de concepts linguistiques normatifs; des méthodes qui exploitent et maintiennent un état de traumatisme mental et provoquent des distorsions des processus de pensée, de perception et de compréhension ; méthodes de contrôle de la conscience - impact sur la sphère de la prise de décision, la sphère de la définition des objectifs et des motivations personnelles... »,

## Scandales et polémiques

### Revendication par Grabovoï d'un soutien par le Kazakhstan
Le 16 juillet 2004, une photo de Grabovoï avec le président du Kazakhstan de l'époque, Noursoultan Nazarbaïev, est apparue sur le site Web de Grabovoï avec une déclaration lui accordant la permission de diffuser ses enseignements. En réponse, l'ambassade du Kazakhstan a déclaré que les documents soutenant les enseignements de Grabovoï dans la république présentaient tous des signes de contrefaçon. Après l'affaire des mères de Beslan, un correspondant du quotidien Izvestia réussit à rencontrer Grabovoï, qui à l'époque se présentait comme la seconde venue de Jésus-Christ et a annoncé qu'il deviendrait président russe en 2008. Il a essayé de résoudre ses problèmes avec la presse en offrant un pot-de-vin de 25 000 $.
La question des Izvestia à la suite de la réunion a provoqué un scandale international : Grabovoï a contrefait la signature de Nazarbayev sur un document qui montrait que le président du Kazakhstan était membre de sa secte et avait choisi les enseignements de Grabovoï comme idéologies d'État. Le parquet de Moscou a par la suite ouvert une enquête sur ces faits. Des journalistes de NTV, de la BBC, de Radio Liberty, du journal Tribuna, de l'agence de presse Regnum et de dizaines d'autres médias des régions de Russie et du Kazakhstan se sont par la suite joints à l'enquête sur les activités de la secte Grabovoï.

### Suites du massacre de l'école de Beslan
Grabovoï a rencontré les mères d'enfants tués lors du siège d'une école à Beslan, dans le sud de la Russie, en 2004 et leur a promis qu'il ressusciterait leurs enfants moyennant des frais,,,,.
En mars-avril 2007, Susanna Dudieva, chef du comité des Mères de Beslan, a déclaré à la journaliste Larisa Bochanov que Grabovoï avait été victime d'une campagne de diffamation visant à détourner l'attention de la mauvaise gestion par les autorités de la prise d'otages de Breslan. Dudieva a nommé certains journalistes qui, selon elle, ont diffusé de fausses informations, souvent des informations opposées à ce qu'elle leur avait rapporté. Parmi les personnes nommées figuraient Vladimir Vorsobin de Komsomolskaïa Pravda, Dmitri Sokolov d'Izvestia et Alexey Pimanov de l'émission télévisée L'homme et la Loi. Cependant Dudieva a perdu son travail à l'époque parce qu'elle a rejoint la secte de Grabovoï et a promis des résurrections.
Selon Jelena Milashina de Novaïa Gazeta, les autorités ont arrêté Grabovoï pour fraude. Milashina a écrit que le département d'Ostankino du procureur général de Russie a menacé de poursuivre l'émission télévisée L'homme et la Loi pour incitation à la haine religieuse. Selon Milashina, Evgeny Saurov, qui avait déposé des accusations contre Grabovoï deux ans plus tôt, a été lui-même poursuivi pour une accusation sans rapport. Milashina a affirmé que Grabovoï avait été arrêté sur ordre de Vladimir Poutine. Grabovoï a poursuivi le journal Komsomolskaya Pravda pour 1,2 milliard de roubles mais a perdu devant le tribunal Savelovsky à Moscou.

### Procès et prison
Le 7 juillet 2008, le tribunal Tagansky de Moscou a reconnu Grabovoï coupable d'onze chefs de fraude à grande échelle et l'a condamné à onze ans d'emprisonnement. Selon la sentence du tribunal, Grabovoï a organisé un système pyramidal, en franchisant ses « adeptes » pour exercer au sein de la secte à condition qu'ils remettent 10 % des recettes à Grabovoï. Le tribunal a considéré l'argent reçu des parents des personnes décédées (une moyenne de 40 000 roubles russes pour la résurrection des morts) comme le produit d'une fraude. Les proches n'ont ni vu les morts ressusciter ni récupéré l'argent. En octobre 2008, la peine de Grabovoï lors d'un nouveau procès a été réduite à huit ans et une amende de 750 000 roubles. Il a commencé à purger sa peine à la prison de Valdajin dans la région de Novgorod et en janvier 2009, il a été transféré dans une prison de Berezniki. En mai 2010, Grabovoï a été libéré pour bonne conduite. Le bureau du procureur régional a fait appel de cette libération anticipée en mai 2010. Des avocats russes, dont Mikhail Trepashkin, ont poursuivi Vladimir Poutine et le président Dmitri Medvedev pour avoir ordonné la poursuite de Grigori Grabovoï.
À la veille de la libération de Grabovoï, sa femme Jelena Yegereva a déclaré que son mari avait été appelé à tort « créateur de la secte », alors qu'il était l'organisateur du parti politique DRUGG (maintenant interprété comme le Parti des Volontaires, qui diffuse les enseignements de Grabovoï). « Ce n'est pas une secte, c'est un parti politique enregistré auprès du ministère de la Justice », a déclaré Yegereva. Cependant, le ministère de la Justice de la fédération de Russie a déclaré qu'aucun parti DRUGG n'était enregistré auprès d'eux. En 2006, le ministère de la Justice a refusé de l'enregistrer. L'avocat de Grabovoï, Viatcheslav Makarov, a déclaré qu'il existait et qu'il n'était enregistré qu'en tant qu'organisation sociale et religieuse du même nom - DRUGG. Après la libération de Grabovoï, sa femme Yegereva a déclaré qu'il ne participerait plus aux activités publiques, poursuivrait des études juridiques et avait l'intention d'élever ses enfants et d'attendre ses petits-enfants.
Le 22 septembre 2016, la Cour européenne des droits de l'homme a statué sur une indemnisation financière de 2 500 € pour Grabovoï pour une période de détention provisoire déraisonnablement longue (plus de deux ans).

## Activités ultérieures

### Vente de dispositifs
Olga Saburova, journaliste au journal Sobesednik, a rapporté que depuis janvier 2020, Grabovoï est propriétaire de la boutique en ligne « Grigori Grabovoï PR Consulting Technologies of Eternal Development », qui « agit sur la base du certificat d'enregistrement individuel de Grigori Grabovoï du 21 septembre 2015 par l'Agence d'enregistrement des entreprises de la république de Serbie ». Elle mentionne qu'il vend actuellement des PRK-1U - des « dispositifs de renforcement de la concentration » qui sont censés être capables d'arrêter le vieillissement et de commencer le rajeunissement et de traiter le VIH et le cancer. Saburova note que le prix est de 9 700 € avec livraison, ou 1 212 € en cas d'accès à distance (tarifs valables en mai 2021), et signale également que « pour ceux qui ne savent pas comment et où utiliser le matériel, le « guérisseur » est prêt à expliquer le principe du mécanisme magique au sein des webinaires, moyennant des frais ».
Le 1er mai 2024, l'électronicien Stéphane Marty décortique sur sa chaîne YouTube un PRK-1U fourni par un donateur anonyme dont le frère, propriétaire de l'appareil, était décédé peu de temps auparavant. Il le décrit comme un « travail d'amateur » dont la seule fonction est de faire clignoter des lampes.

### Nombres de Grabovoï
Olga Saburova a également attiré l'attention sur la page Facebook de Grabovoï où il fait de nouveau la promotion de ses idées de « traiter n'importe quelle maladie », y compris le Covid-19 sur la base des idées de son livre de 1999 « Restauration du corps humain en se concentrant sur les nombres », dans lequel il déclare que « chaque maladie d'un individu est une déviation des cellules normales, des organes ou de l'organisme dans son ensemble. Le traitement de la maladie signifie alors un retour à la norme », qui peut être réalisé à l'aide de deux séries numériques inventées par lui - 4986489 et 548748978.
De plus, des journalistes de l'émission télévisée L'homme et la Loi ont rapporté que Grabovoï utilisait le réseau social TikTok pour soutenir ces idées. Ces « codes miracles » et d'autres apparaissent depuis 2016 sur Pinterest ; des livres sur les codes pouvaient être achetés sur Amazon dès 2011 et en février 2020 le tabloïd Daily Star mentionne l'acteur hongkongais Julian Cheung, qui a écrit un tel numéro sur son avant-bras et l'a qualifié de « code de prévention des épidémies ». Les fans de Cheung ont alors commencé à l'imiter, et le tout a commencé à se répandre rapidement sur le réseau social Weibo.
Ces « codes » se sont également répandus sur d'autres réseaux sociaux en utilisant les hashtags #LawOfAttraction et #Manifestation. Les gens partagent souvent ces « codes » comme des « codes de triche », c'est-à-dire comme une opportunité de pirater la réalité, soi-disant « manifester leurs souhaits et gagner facilement richesse, santé ou autre chose ». On dit que des rangées de nombres sont récitées, concentrées pendant la méditation, écrites sur le corps (les intérieurs des poignets et des bras sont populaires), ou dessinées dans les airs. Il n'y a pas de guide clair sur la façon de les utiliser ou combien de temps pour les utiliser et, par conséquent, ils ne peuvent pas être utilisés de manière incorrecte.

## Qualifications et affiliations revendiquées
Selon E. P. Kruglyakov, de l'Académie russe des sciences naturelles (RANS), Grabovoï n'a pas défendu sa thèse mais prétend toujours être docteur en sciences techniques, en physique et en mathématiques. Kruglyakov déclare en outre que le diplôme de l'Académie italienne des sciences est écrit avec des fautes d'orthographe et est faux. La Commission RANS pour la lutte contre les pseudosciences a demandé des informations sur Grabovoï aux académies de Belgique, de Bulgarie et d'Italie (en lien avec l'affirmation de Grabovoï selon laquelle il était membre des académies de ces pays) et a reçu des réponses officielles selon lesquelles rien n'était connu sur Grabovoï dans ces académies. Il a été membre probatoire de la Ligue russe de psychothérapie professionnelle pendant 4 ans, mais a été privé de son affiliation en raison du non-paiement des cotisations.
Selon le quotidien Versiya, la « Commission d'attestation et de qualification interacadémique supérieure », dont Grabovoï possède plusieurs diplômes, publie des titres à un prix raisonnable pour quiconque et la communauté scientifique ne reconnaît pas ces titres et le seul vrai diplôme sur le site Web de Grabovoï est l'obtention du diplôme de la Faculté de mécanique et de mathématiques de l'Université d'État de Tachkent. Comme le souligne Kruglyakov : « Tous les autres titres et titres importants de docteur en sciences, professeur, grand professeur, universitaire de nombreuses académies publiques peuvent être achetés librement pour un prix peu élevé (100-150 $) ».